# Костабайл, Дэвид
Дэ́вид Ко́стабайл (англ. David Costabile, род. 9 января 1967, Вашингтон) — американский телевизионный, театральный и киноактёр.

## Ранняя жизнь и образование
Костабайл родился в Вашингтоне, округ Колумбия. У него итальянские корни. Он учился в средней школе колледжа «Гонзага», которую окончил в 1985 году, а затем в Университете Тафтса. Костабайл окончил Школу искусств Тиша Нью-Йоркского университета в 1998 году.

## Карьера

### Театр
Костабайл появился в бродвейской постановке «Переводов» на сцене Манхэттенского театрального клуба в 2007 году, мюзикле «Титаник» в 1997 году и «Буре» в 1995 году. В 2005 году он исполнил роль Ланса в «Двух веронцах», постановка которого была частью Фестиваля Шекспира Публичного театра в Нью-Йорке. Костабайл появился в оригинальной постановке и её бродвейском варианте пьесы-обладательницы «Драма Деск» «Каролина, или перемены» (2003–2004), написанной Тони Кушнером и Джанин Тесори.

### Телевидение
В апреле 2010 снялся в роли Гейла Бётихера в третьем сезоне сериала «Во все тяжкие». Также сыграл роль Майка Вагнера в сериале «Миллиарды». В двадцатой серии седьмого сезона сериала Доктор Хаус играл роль двоюродного брата Гарри Сайруса, а также сыграл роль в сериале Форс-мажоры в роли Дэниэла Хардмана. В 2009 сыграл проверяющего из Sabre в одном из эпизодов шестого сезона сериала «Офис».

### Кино
В фильме «Сексоголик» 2009 года Костабайл исполнил значительную роль: он сыграл Гэри, мужа персонажа Дженны Фишер. Он также появился в таких фильмах, как «Охотник за головами» (2010) с Дженнифер Энистон и «Линкольн» (2012) с Дэниелом Дэй-Льюисом в роли республиканца Джеймса Митчелла Эшли. В 2013 году имя Костабайла появилось в титрах фильма Стивена Содерберга «Побочный эффект», а также сыграл роль профессора Хорнштейна в фильме «Va-банк» с Беном Аффлеком. Кроме того, он сыграл одну из ролей в фильме 2016 года «13 часов: Тайные солдаты Бенгази». 22 марта 2019 года на платформе Netflix вышла картина «Грязь» с участием Дэвида, он сыграл роль Дока Макги, менеджера Mötley Crüe.

## Личная жизнь
В 2012 году Костабайл женился на Элизе Балди в округе Бакс, штат Пенсильвания. У них есть две дочери: Люси Рэй (род. в июле 2015) и Джулия Грейс (род. в марте 2017).